# Remo Spahr
Remo Spahr (* 14. Juni 1994 in Thalwil) ist ein Schweizer Volleyball-, Beachvolleyball-, Snowvolleyball- und American-Football-Spieler.
Seit 2025 ist er als Wide Receiver bei den Helvetic Mercenaries in der European League of Football aktiv.

## Karriere Hallenvolleyball
Spahr begann 2006 beim VBC Uetikon und wechselte 2007 zu den Volleytalents Rapperswil-Jona. Dort gewann er mehrere Schweizer Juniorenmeistertitel (U18, U19) sowie Bronzemedaillen auf U23-Stufe. Zwischen 2012 und 2015 spielte er für Volley Näfels in der Nationalliga A, wo er 2014/15 mit dem Team die Bronzemedaille gewann. 2019/20 kehrte er in die NLA zum TSV Jona zurück. Die Saison wurde aufgrund der COVID-19-Pandemie vorzeitig beendet.

## Karriere Snowvolleyball
2013 nahm Spahr erstmals an einem Turnier in Engelberg teil. Ab 2017 spielte er international auf der CEV und FIVB Snowvolleyball Tour. 2018 vertrat er die Schweiz bei der ersten Europameisterschaft in Wagrain und erreichte Rang 9. Zwischen 2018 und 2023 erzielte er durchgängig Top-10-Platzierungen. Highlight war der 2. Platz beim King-of-the-Court-Festival 2023 in Innsbruck.

## Karriere American Football (European League of Football)
2023 unterschrieb er als Wide Receiver bei den Helvetic Guards in der European League of Football. Nach der Neustrukturierung des ELF-Teams wurde er 2025 bei den Helvetic Mercenaries unter Vertrag genommen, dem einzigen Schweizer Franchise der Liga.